# 김상백
김상백(1980년 2월 8일 ~ )은 대한민국의 성우로, 2009년 한국방송 성우극회 공채 34기로 입사했다.

## 출연작품

### TV 애니메이션
- 마스터 햄스터 장인 (재능TV) - 알렉
- 헬로 카봇 (KBS) - 루크
- 헬로 카봇 스타가디언 (SBS) - 루크 X

### 극장용 애니메이션
- 언어의 정원 - 마츠모토
- 극장판 헬로 카봇: 달나라를 구해줘! - 스카이건너

### 외화

#### 드라마
- 삼국지 (KBS) - 원담 / 감녕
- 초한지 (KBS) - 정한 / 조구 / 항장
- 닥터후 시즌 7(KBS) - 가너
- 아틀란티스 (KBS) - 제이슨(잭 도넬리)
- 리썰 웨폰(KBS) - 제시(크리스 트바레즈)

#### 영화
- 매버릭 (KBS) - 중년 남자(프랭크 오사티)
- 인 어 베러 월드 (KBS) - 소푸스(사이먼 홀름)
- 스페이스 카우보이 (KBS) - 젊은 제리(존 어셔)
- 후크 (KBS) - 브레드(제프리 로워)

### 광고
- 윌라 오디오 북 (윌라)

### 내레이션
- 바다거북 VS 바다악어(NGC)
- 라이프 오브 펭귄(NGC)
- 와일드 아마조니아 (NGC)
- 할리우드 워 (국방TV)
- 2010.12.23 KBS 스페셜 울지마 톤즈 (KBS)
- 2013.12.17 MBC 창업 서바이벌 왕중왕전 골든게이트 (MBC)
- 2014.08.20 KBS 세상의 모든 다큐 - 이카로스를 꿈꾸며 (KBS)
- 2015.03.05 대구 KBS 행복한 발견 오늘 (KBS)
- 2015.04.02 대구 KBS 행복한 발견 오늘 (KBS)
- 2015.04.23 대구 KBS 행복한 발견 오늘 (KBS)
- 2015.05.14 대구 KBS 행복한 발견 오늘 (KBS)
- 2015.07.09 대구 KBS 행복한 발견 오늘 (KBS)
- 2015.07.10 KBS 세상의 모든 다큐 - 균형의 미학 줄타기 스포츠 (KBS)
- 2017.11.30 KBS 세상의 모든 다큐 <세계 최대의 도시 뉴욕 1부 그랜드 센트럴 터미널> (KBS)
- 2017.12.07 KBS 세상의 모든 다큐 <세계 최대의 도시 뉴욕 2부 헌츠 포인트 도매시장> (KBS)

### 게임
- 사이퍼즈 - 창룡 드렉슬러, 결정의 루이스
- 메이플스토리 - 하얀 마법사, 용병(남), 시종장 (버섯의 성의 npc)
- 타르타로스 온라인 (인티브소프트) - 란더스, 미첼, 키노넷트
- 던전 앤 파이터 - 운 라이오닐, 백수왕 운조, 이름을 잊은 수문장, 잔훼의 로도스
- 구운몽-어느 소녀의 사랑이야기 - 손청운
- 더 워킹 데드 시즌1 - 더그 / 라디오 방송
- 최강의군단 - 나그네, 히토리, 토니 크루스, 오베론
- 리그 오브 레전드 - 녹턴, 스웨인, 카사딘, 코르키

### 라디오 드라마
라디오 여행기 (KBS 3라디오)
- 2011.08.28 ~ 2011.09.20 박종현 <말레이시아> (낭독)
- 2016.09.10 ~ 정진국 <유럽 책마을에서> (낭독)

소설극장 (KBS 3라디오)
- 2009.01.23 ~ 2009.10.01 이병주 <지리산> (김상태 / 곽병환 / 임홍태 / 김상룡 / 안영달 / 구형사 / 김세헌 외)
- 2009.10.02 ~ 2009.11.29 신경숙 <리진> (관리 / 뱅상 / 앙리 필립)
- 2009.11.30 ~ 2010.01.05 김  훈 <남한산성> (신하 / 남영대장 / 사신 / 오달제)
- 2010.05.31 ~ 2010.07.23 현기영 <지상에 숟가락 하나> (아버지 / 소대장 / 선생님)
- 2010.07.24 ~ 2010.08.27 박민규 <삼미 슈퍼스타즈의 마지막 팬클럽> (조성훈)
- 2010.09.04 ~ 2010.09.08 F. 스콧 피츠제럴드 <낙타 엉덩이> (페리 파크허스트)
- 2010.09.10 ~ 2010.09.24 F. 스콧 피츠제럴드 <메이데이> (고든 스터렛)
- 2010.10.07 ~ 2010.11.13 박현욱 <아내가 결혼했다> (한재경)
- 2010.12.06 ~ 2011.01.01 김중혁 <악기들의 도서관> (피아니스트 / 나)
- 2011.01.02 ~ 2011.02.13 조정래 <허수아비 춤> (정민용 / 검사)

라디오 극장 (KBS 한민족 방송)
- 2009.01.01 ~ 2009.01.31 리지명 <삶은 어디에> (남3 / 남1 / 남6 / 남2 / 남2)
- 2009.02.01 ~ 2009.02.28 김주영 <아라리 난장> (장꾼3 / 노총각 / 건달 / 경찰 / 형사)
- 2009.04.01 ~ 2009.04.30 이문열 <황제를 위하여> (의원 / 주민3 / 마적2 / 백성2 / 정 융 / 박순경 외)
- 2009.05.01 ~ 2009.05.31 신경숙 <엄마를 부탁해> (직원 / 학생 / 생선집 / 의사 / 직원)
- 2009.06.01 ~ 2009.06.30 송은일 <사랑을 묻다> (프로듀서 / 담당자)
- 2009.07.01 ~ 2009.07.31 심  훈 <상록수> (원재)
- 2009.08.01 ~ 2009.08.31 이상민 <빨간 자전거> (의사 / 농부 / 청년1)
- 2009.09.01 ~ 2009.09.30 강인수 <어부의 노래> (남자 / 재웅 / 교관 / 선원1 / 일본 경비원)
- 2009.10.01 ~ 2009.10.31 현진건 <무영탑> (왕 / 제자3 / 친구 / 장달 / 제자2 / 샛바람)
- 2009.11.01 ~ 2009.11.30 윤지강 <난설헌, 나는 시인이다> (이달 / 친구1 / 선비 / 행자)
- 2009.12.01 ~ 2009.12.31 김정현 <고향 사진관> (남자 / 친구 / 매형 / 광희)
- 2010.02.01 ~ 2010.02.28 박범신 <풀입에서 눕다> (땅개 / 정현 / 의사)
- 2010.03.01 ~ 2010.03.31 이덕일 <이회영과 젊은 그들> (이규창 / 인사과장 / 데라우치 / 노야 /  유자명 / 김달하 외)
- 2010.07.01 ~ 2010.07.31 권비영 <덕혜옹주>  (기사 낭독 / 다케유키 친구)
- 2010.08.01 ~ 2010.08.31 김성종 <최후의 증인> (형사1 / 강만호 / 서장 처남 / 수일 / 동양일보 편집국장 / 의사)
- 2010.10.01 ~ 2010.10.31 진  산 <대사형> (고검룡 / 해룡)
- 2010.11.01 ~ 2010.11.30 양귀자 <원미동 사람들> (김반장)
- 2010.12.01 ~ 2010.12.31 권지예 <4월의 물고기> (오빠)
- 2011.01.01 ~ 2011.01.31 권현숙 <에어홀릭> (한우람 / 기자)
- 2011.08.01 ~ 2011.08.31 김탁환 <열하광인>  (김진)
- 2012.04.01 ~ 2012.04.30 김탁환 <열녀문의 비밀> (김진)
- 2012.11.01 ~ 2012.11.30 김별아 <채홍> (문종)
- 2013.09.01 ~ 2013.09.30 윤천수 <마지막 콜사인> (가미야 기요요시)

라디오 독서실 (KBS 2라디오)
- 2009.02.15 임철우 <사평역> (청년)
- 2009.02.22 은희경 <아름다움이 나를 멸시한다> (젊은 남)
- 2009.03.01 선우휘 <불꽃> (사람1)
- 2009.03.08 박상우 <인형의 마을> (마당개)
- 2009.03.15 조해진 <그리고, 일주일> (택시 운전사)
- 2009.03.22 김경욱 <위험한 독서> (소년)
- 2009.04.12 조경란 <풍선을 샀어> (니체)
- 2009.04.19 김중혁 <악기들의 도서관> (손님2)
- 2009.05.24 안도현 <연어> (연어1)
- 2009.05.31 서하진 <착한 가족> (아들)
- 2009.06.14 강석경 <숲속의 방> (남학생2)
- 2009.06.28 염승숙 <채플린, 채플린> (하객2)
- 2009.07.26 김미월 <서울 동굴 가이드> (구조대원)
- 2009.08.09 윤대녕 <은어낚시통신> (사람1)
- 2009.08.16 이호철 <판문점> (오기자)
- 2009.09.06 편혜영 <토끼의 묘> (후배)
- 2009.09.13 윤후명 <별을 사랑하는 마음으로> (남 간호사1)
- 2009.10.04 김시습 <만복사저포기> (칠복)
- 2009.11.08 박민규 <근처> (의사)
- 2009.11.15 김지숙 <스미스> (점원2)
- 2009.11.29 전성태 <이미테이션> (게리2)
- 2009.12.06 이  홍 <50번 도로의 룸미러> (남편)
- 2009.12.13 백가흠 <그리고 소문은 단련된다>
- 2009.12.20 윤영선 <여행> (운전기사)
- 2010.01.03 허  균 <홍길동전> (신하1)
- 2010.01.10 박성원 <얼룩> (남자)
- 2010.01.17 박지영 <청소기로 지구를 구하는 법> (인터넷 낭독 외)
- 2010.01.24 이은선 <붉은 코끼리> (아버지)
- 2010.01.31 김나정 <여기서 먼가요> (아래층 사람)
- 2010.02.14 김부식 <호동왕자와 낙랑공주> (신하1)
- 2010.02.28 하근찬 <수난이대> (중년)
- 2010.03.28 김재영 <폭식> (영국직원)
- 2010.04.25 김중혁 <1F/B1> (관리자)
- 2010.05.02 이장욱 <변희봉> (사회)
- 2010.05.09 오정희 <그 가을의 사랑> 편 (해설)
- 2010.05.30 김명화 <돐날> (경우)
- 2010.06.27 박조열 <오장군의 발톱> (병사1)
- 2010.10.24 이시은 <손> (형사)
- 2010.10.31 이상 <날개> (남자2)
- 2010.11.14 하성란 <1984년> (사장)
- 2010.11.28 성석제 <인간적이다> (사위)
- 2010.12.05 박완서 <자전거 도둑> (상인)
- 2010.12.19 이근삼 <국물 있사옵니다> (김상학)
- 2010.12.26 한창훈 <밤눈> (나)
- 2011.03.13 최제훈 <그녀의 매듭> (성호)
- 2011.08.21 윤영수 <문단속을 제대로 하지 않으면> (PD)
- 2011.12.11 최진영 <돈가방> (두수)
- 2013.03.17 최진영 <어디쯤> (나 / 해설)

KBS 무대 (KBS 한민족 방송)
- 2009.03.07 교수님, 행복하십니까? (기자)
- 2009.03.14 한계령 (진구)
- 2009.03.21 외로움은 소리에 민감하다 (김군)
- 2009.03.28 사랑에도 예의가 필요하다 (김지훈)
- 2009.04.11 당신의 의미 (앵커)
- 2009.04.18 장모님의 아파트 (부동산 중개사)
- 2009.05.23 백만번째 사랑 (아빠)
- 2009.06.13 방심사(放心寺)로 가는 길 (인부 2)
- 2009.08.15 폭우 (젊은 영철)
- 2009.10.10 충견(忠犬), 짖다 (경찰관)
- 2009.11.14 그 남자의 가을 (한과장)
- 2009.12.05 맏이 (남자)
- 2009.12.19 프로페셔널 장숙자, 사표를 던지다 (경찰2)
- 2010.01.23 칵테일 만들기 (웨이터)
- 2010.01.30 내 슬픈 기억의 집 (정기사)
- 2010.03.06 전기수, 최필의 희망가 (이몽룡)
- 2010.04.24 돌아온 봄 날 (직원)
- 2010.06.12 여자의 쪽배 (치료사)
- 2010.07.17 익숙한 곳에서 길 찾기 (남일)
- 2010.07.31 비온 뒤 맑음 (남자)
- 2010.09.11 네 번째 방 (김작가)
- 2010.09.18 반달 송편 (남선배)
- 2010.10.02 너에게 가을을 보낸다 (민호)
- 2010.10.16 헬리콥터, 날개를 접다 (대리)
- 2010.11.27 엄마의 연애 (민규)
- 2010.12.04 아빠를 찾아 드립니다 (경찰)
- 2010.12.11 그의 방이니까요 (의사)
- 2010.12.18 반쪽찾기 (남자MC)
- 2010.12.25 천천히, 가끔은 넘어져 가면서 (조사2)
- 2011.01.01 삼식이 블루스 (강지훈)
- 2011.01.08 우리 순영이 (택배기사)
- 2011.01.15 어쩌란 말이냐 (하일웅)
- 2011.01.22 낙엽 주의보 (경찰)
- 2011.01.29 행복한 명절 증후군 (서방님)
- 2011.02.05 신귀거래사 (장경장)
- 2011.02.12 늙은 엄마의 첫날밤 (경찰)
- 2011.02.19 아버지의 선택 (경찰)
- 2011.02.26 호각소리 (한영민)
- 2011.03.12 화빈방 미용실 (아나운서)
- 2011.04.09 하늘에서 온 편지 (영수)
- 2011.05.14 사과 꽃 (상훈)
- 2011.08.06 챔피언 (상규)
- 2011.10.08 며느리 변주곡 (이창원)
- 2011.11.05 어디선가 나를 찾는 전화벨이 울리고 (성혁)
- 2012.02.18 내 딸을 부탁해 (황기찬)
- 2012.05.05 숙희의 다이어트 워 (대준)
- 2012.12.01 누가 그의 뿔을 훔쳤는가 (청년)
- 2013.08.10 부녀 이야기 (한동하)
- 2014.10.11 연애를 읽다 (현빈)

대한민국 경제실록 (KBS 1라디오)
- 2010.04.19 ~ 2010.07.20 제01화 IMF가 있었다 (최현종 외)
- 2010.07.21 ~ 2010.09.21 제02화 세계경영, 그 꿈과 좌절의 기록들 (데이비드 외)
- 2010.09.22 ~ 2010.12.01 제03화 개발연대의 개막 (김유택 외)
- 2011.03.10 ~ 2011.04.20 제06화 철의 신화 (황경태)
- 2011.08.17 ~ 2011.10.26 제09화 서울, 고도성장의 신화 (윤진욱 외)
- 2011.10.27 ~ 2011.12.30 제10화 한국경제의 엔진, 자동차 (최혜성)
- 2012.01.02 ~ 2012.03.02 제11화 제5공화국 경제수석실 (김기환 외)
- 2012.03.05 ~ 2012.05.01 제12화 산업인력 해외진출사 (김태우 외)
- 2012.05.02 ~ 2012.07.13 제13화 5공화국 사채파동 (허화평 외)
- 2013.09.16 ~ 2013.10.25 제20화 유통 산업의 역사 (권부장)

신성원의 문화읽기 (KBS 1라디오)
- 2009.11.15 김연수 作 나는 유령작가입니다
- 2009.11.22 천운영 作 바늘
- 2009.12.13 오르한 파묵 作 내 이름은 빨강
- 2010.02.28 가네시로 카즈키 作 GO
- 2010.04.11 아서 밀러 作 세일즈맨의 죽음
- 2010.04.18 테네시 윌리엄스 作 욕망이란 이름의 전차
- 2010.04.25 데이빗 헨리 황 作 M.나비
- 2010.05.23 브레히트 作 사천의 선인
- 2010.06.13 파트리크 쥐스킨트 作 향수
- 2010.08.01 제인 오스틴 作 설득
- 2010.08.15 찰스 디킨스 作 위대한 유산
- 2010.08.22 헨리 제임스 作 나사의 회전
- 2010.09.05 브람 스토커 作 드라큘라
- 2010.09.26 제임스 조이스 作 더블린 사람들
- 2010.10.24 앤젤라 카터 作 피로 물든 방
- 2010.10.31 가즈오 이시구로 作 남아있는 나날

소리로 보는 세상 (KBS 3라디오)
- 2009.10.26 ~ 2010.04.18 (기사 낭독)

우리말 하나로 (KBS 한민족 방송)
- 2010.01.04 ~ 2010.12.28 (성우 연기)

다큐멘터리 역사를 찾아서 (KBS 1라디오)
- (연기)

KBS 한민족 방송 특별기획 5부작 <한국의 땅 독도> (KBS 한민족 방송)
- 2010.06.02 제2부 다큐 드라마 <독도, 그 섬의 역사> (일본의 관백)

경제를 배웁시다 (KBS 한민족 방송)
- 2010.09.21 추석특집 동화로 배우는 경제 1부 <꾀 많은 돌이> (쇠돌아범)

KBS 라디오 특집 2부작 <까레이스키 끝나지 않은 유랑> (KBS)
- 2010.09.30 제1부 리야곱과 그의 아들들 (기사 낭독 / 시 낭독 / 인터뷰)
- 2010.10.01 제2부 다시 한민족으로 가는 길 (인터뷰)

북방동포 체험수기 특집 2부작 <한민족의 얼을 지키는 사람들> (KBS 한민족 방송)
- 2010.12.30 제1부 우리는 한민족 (박효성)

특집기획 라디오 다큐멘터리, 라디오 드라마 (KBS)
- 2009.04.13 대한민국 임시 정부 수립 90주년 기념 특집 다큐멘터리 <임정비화, 대한민국을 만든 사람들> (신석우)
- 2009.08.15 8.15 특집 다큐멘터리 <한국, 한국인 일본의 영웅이 되다> (청년)
- 2010.02.14 설날 기획 가족동화 옛날 옛적 장애인 <정경부인이 된 맹인 이씨 부인> (시동생)
- 2010.06.24 한국전쟁 60주년 특별기획 라디오 다큐멘터리 극장 <이별의 부산정거장> (피난민 외)
- 2010.06.25 한국전쟁 60주년 특별기획 <굳세어라 금순아 피난 가요로 달랜 전쟁의 상흔> (가사 낭독)
- 2010.08.29 국권침탈 100년 특집 <낙선재의 마지막 여인들, 덕혜옹주와 가혜 이방자> (엔딩)
- 2010.11.11~2010.11.12 KBS 세상의 모든 음악 특집 <세계의 민요, 그 영혼의 노래들>
- 2011.01.03 KBS 1라디오 2011년 새해 기획 옴니버스 다큐 <희망> (낭독)
- 2014.03.17 KBS 3라디오 공사창립 41주년 특집 <교과서 속의 다문화> (낭독)

한국 근대문학 기행, <모란, 소나기, 그리고 서시> (KBS 한민족 방송, KBS 1라디오 공동기획)
- 2014.06.20 제1편 찬란한 슬픔, 김영랑입니다. (시인 정지용 글 낭독)
- 2014.09.26 제2편 순수의 미학 황순원 (황순원 作 소나기 낭독)

### 드라마 CD
- 닮은 사람 (숲) - 정한 役
- 가장 보통의 연애 (Aco) - 노은율 役
- Bad Heat(Aco) - 김수현 外 役
- 김서방과 수상한 부인(夜海) - 김서방 役

### 오디오 드라마
- 김제동이 만나러 갑니다 (Audien)